# Rate Bowl
Le Rate Bowl est un match annuel d'après saison régulière de football américain de niveau universitaire.
Il était un des quelques matchs se déroulant peu de temps avant le nouvel an jusqu'à la saison 2014 où il aura lieu en janvier.
Depuis sa création, le match s'est joué dans l'état d'Arizona à trois endroits distincts :
- de 1989 à 1999 : à l'Arizona Stadium, sur le campus de l'université d'Arizona à Tucson ;
- de 2000 à 2005 et depuis 2016 : au Bank One Ballpark/Chase Field, un stade destiné au baseball situé dans la ville base de Phoenix ;
- de 2006 à 2015: au Sun Devil Stadium à l'université d'État d'Arizona dans la ville de Tempe, pour remplacer le Fiesta Bowl ayant émigré vers le stade de l'Université de Phoenix située à Glendale dans la périphérie de Phoenix.

Il ne faut pas confondre cet événement avec l'autre Cactus Bowl (aussi dénommé Snow Bowl) qui s'est joué annuellement en janvier à Fargo dans le (Dakota du Nord) de 1994 à 2000 et à Kingsville dans le Texas de 2001 à 2011. Il s'agissait d'un match de football américain d'après-saison régulière de niveau universitaire réunissant les meilleurs joueurs issus d'équipes de Division II NCAA. La première édition eut lieu en 1994 et la dernière en 2011.

## Histoire du nom du Bowl
À son origine en 1989, l’événement était appelé le Copper Bowl mais fut ensuite rebaptisé :
- Domino's Pizza Copper Bowl de 1990 à 1991 (sponsorisé par la société Domino's Pizza) ;
- Weiser Lock Copper Bowl de 1992 à 1995 (sponsorisé par la société Weiser Lock ) ;
- Copper Bowl en 1996 (pas de sponsoring) ;
- Insight.com Bowl de 1997 à 2001 (sponsorisé par la société Insight Enterprises) ;
- Insight Bowl de 2002 à 2011 (sponsorisé par la société Insight Enterprises) ;
- Buffalo Wild Wings Bowl en 2012 et 2013 (à la suite du refus de Insight Enterprises de renouveler son contrat[2]) ;
- TicketCity Cactus Bowl en 2014 et 2015 (sponsorisé par la société TicketCity, spécialisée dans la vente en ligne de ticket d'entrée pour événements sportifs[3]) ;
- Motel6 Cactus Bowl pour les deux bowls de 2016 (janvier et décembre) - (sponsorisé par la société Model 6, une société hôtelière privée américaine possédant une chaîne de motels) ;
- Cactus Bowl en 2007 (pas de sponsoring) ;
- Cheez-It Bowl en 2018 et 2019 (sponsorisé par la société Cheez-It (en) produisant des biscuits salés au fromage et filiale de la société mère Kellogg's[4]) ;
- Guaranteed Rate Bowl : depuis 2020 (sponsorisé par la société hypothécaire Guaranteed Rate (en)[5] ;
- Rate Bowl : en octobre 2024 (changement de nom de l'entreprise)[6].

## Lien avec les Conférences
Depuis son origine, le match mettait en présence des équipes issues de la WAC, de la Big 12, de la Big East  et de la Pac-10.
Dès 2006, le match met en présence des équipes issues de la Big Ten et de la the Big 12.
À l'issue de la saison régulière 2014 et après le vote du comité du CFP (qui désigne les 4 meilleures équipes participant au tournoi déterminant le champion national), le bowl mettra en présence la 6e équipe éligible de la Pac-12 contre la 5e équipe éligible de la Big Ten.

## Record
Le match de 2006 voit le plus gros renversement de situation au cours d'un bowl lorsque les Red Raiders de Texas Tech, menés 38 à 7 dans le 3equart-temps, remontent au score et gagnent dans la prolongation sur le score de 44 à 41 contre les Golden Gophers du Minnesota.

## Anciens logos

1989-1996
Sponsor : Insight Enterprises (1997-2011)
Sponsor : Buffalo Wild Wings (2012-13)
Sponsor : TicketCity (2012-15)
Sponsor : Motel6 (2 matchs en 2016)
Sans sponsor en (2016-17)
Sponsor : Kelloggs Cheez-It (2018-19)
Sponsor : Guaranteed Rate (2020-23)

## Palmarès
| Date             | Nom du bowl                                                                       | Vainqueur                                                                         | Score                                                                             | Finaliste                                                                         | Assistance                                                                        | Note      |
| 31 décembre 1989 | Copper Bowl                                                                       | Arizona Wildcats                                                                  | 17-10                                                                             | North Carolina State Wolfpack                                                     | 37 237                                                                            |           |
| 31 décembre 1990 | Copper Bowl                                                                       | California Golden Bears                                                           | 17-15                                                                             | Wyoming Cowboys                                                                   | 36 340                                                                            |           |
| 31 décembre 1991 | Copper Bowl                                                                       | Indiana Hoosiers                                                                  | 24-00                                                                             | Baylor Bears                                                                      | 35 751                                                                            |           |
| 29 décembre 1992 | Copper Bowl                                                                       | Washington State Cougars                                                          | 31-28                                                                             | Utah Utes                                                                         | 40 826                                                                            |           |
| 29 décembre 1993 | Copper Bowl                                                                       | Kansas State Wildcats                                                             | 52-14                                                                             | Wyoming Cowboys                                                                   | 49 075                                                                            |           |
| 29 décembre 1994 | Copper Bowl                                                                       | BYU Cougars                                                                       | 31-06                                                                             | Oklahoma Sooners                                                                  | 45 122                                                                            |           |
| 27 décembre 1995 | Copper Bowl                                                                       | Texas Tech Red Raiders                                                            | 55-41                                                                             | Air Force Falcons                                                                 | 41 004                                                                            |           |
| 27 décembre 1996 | Copper Bowl                                                                       | Wisconsin Badgers                                                                 | 38-10                                                                             | Utah Utes                                                                         | 42 122                                                                            |           |
| 27 décembre 1997 | Insight.com Bowl                                                                  | Arizona Wildcats                                                                  | 20-14                                                                             | New Mexico Lobos                                                                  | 49 385                                                                            |           |
| 26 décembre 1998 | Insight.com Bowl                                                                  | Missouri Tigers                                                                   | 34-31                                                                             | West Virginia Mountaineers                                                        | 36 147                                                                            |           |
| 31 décembre 1999 | Insight.com Bowl                                                                  | Colorado Buffaloes                                                                | 62-28                                                                             | Boston College Eagles                                                             | 35 762                                                                            |           |
| 28 décembre 2000 | Insight.com Bowl                                                                  | Iowa State Cyclones                                                               | 37-29                                                                             | Pittsburgh Panthers                                                               | 41 813                                                                            |           |
| 29 décembre 2001 | Insight.com Bowl                                                                  | Syracuse Orangemen                                                                | 26-03                                                                             | Kansas State Wildcats                                                             | 40 028                                                                            |           |
| 26 décembre 2002 | Insight Bowl                                                                      | Pittsburgh Panthers                                                               | 38-13                                                                             | Oregon State Beavers                                                              | 40 533                                                                            |           |
| 26 décembre 2003 | Insight Bowl                                                                      | California Golden Bears                                                           | 52-49                                                                             | Virginia Tech Hokies                                                              | 42 364                                                                            |           |
| 28 décembre 2004 | Insight Bowl                                                                      | Oregon State Beavers                                                              | 38-21                                                                             | Notre Dame Fighting Irish                                                         | 45 917                                                                            |           |
| 29 décembre 2005 | Insight Bowl                                                                      | Arizona State Sun Devils                                                          | 45-40                                                                             | Rutgers Scarlet Knights                                                           | 43 536                                                                            |           |
| 29 décembre 2006 | Insight Bowl                                                                      | Texas Tech Red Raiders                                                            | 44-41OT                                                                           | Minnesota Golden Gophers                                                          | 48 391                                                                            |           |
| 31 décembre 2007 | Insight Bowl                                                                      | Oklahoma State Cowboys                                                            | 49-33                                                                             | Indiana Hoosiers                                                                  | 48 892                                                                            |           |
| 31 décembre 2008 | Insight Bowl                                                                      | Jayhawks du Kansas                                                                | 42-21                                                                             | Golden Gophers du Minnesota                                                       | 49 103                                                                            |           |
| 31 décembre 2009 | Insight Bowl                                                                      | Cyclones d'Iowa State                                                             | 14-13                                                                             | Golden Gophers du Minnesota                                                       | 45 090                                                                            |           |
| 28 décembre 2010 | Insight Bowl                                                                      | Hawkeyes de l'Iowa                                                                | 27-24                                                                             | Tigers du Missouri                                                                | 53 453                                                                            |           |
| 30 décembre 2011 | Insight Bowl                                                                      | Sooners de l'Oklahoma                                                             | 31-14                                                                             | Hawkeyes de l'Iowa                                                                | 54 247                                                                            |           |
| 29 décembre 2012 | Buffalo Wild Wings Bowl                                                           | Spartans de Michigan State                                                        | 17-16                                                                             | Horned Frogs de TCU                                                               | 44 617                                                                            |           |
| 29 décembre 2013 | Buffalo Wild Wings Bowl                                                           | Wildcats de Kansas State                                                          | 31-14                                                                             | Spartans de Michigan State                                                        | 53 284                                                                            |           |
| 2 janvier 2015   | Cactus Bowl                                                                       | Cowboys d'Oklahoma State (7-6)                                                    | 30-22                                                                             | Huskies de Washington (8-6)                                                       | 35 409                                                                            | Note      |
| 2 janvier 2016   | Cactus Bowl                                                                       | Mountaineers de la Virginie-Occidentale (7-5)                                     | 43-42                                                                             | Sun Devils d'Arizona State (6-6)                                                  | 39 321                                                                            | Note      |
| 27 décembre 2016 | Cactus Bowl                                                                       | Bears de Baylor (6–6)                                                             | 43-42                                                                             | Broncos de Boise State (10–2)                                                     | 33 328                                                                            | Note      |
| 26 décembre 2017 | Cactus Bowl                                                                       | Wildcats de Kansas State (7-5)                                                    | 35-17                                                                             | Bruins de l'UCLA (6-6)                                                            | 32 859                                                                            | Note      |
| 26 décembre 2018 | Cheez-It Bowl                                                                     | Horned Frogs de TCU (6-6)                                                         | 10-07                                                                             | Golden Bears de la Californie (7-5)                                               | 33 121                                                                            | Note      |
| 27 décembre 2019 | Cheez-It Bowl                                                                     | Falcons de l'Air Force (10-2)                                                     | 31-21                                                                             | Cougars de Washington State (6-6)                                                 | 34 105                                                                            | Note      |
| 26 décembre 2020 | Bowl annulé à la suite de la pandémie de Covid-19 (manque d'équipes disponibles), | Bowl annulé à la suite de la pandémie de Covid-19 (manque d'équipes disponibles), | Bowl annulé à la suite de la pandémie de Covid-19 (manque d'équipes disponibles), | Bowl annulé à la suite de la pandémie de Covid-19 (manque d'équipes disponibles), | Bowl annulé à la suite de la pandémie de Covid-19 (manque d'équipes disponibles), |           |
| 28 décembre 2021 | Guaranteed Rate Bowl                                                              | Golden Gophers du Minnesota (8-4)                                                 | 18 - 06                                                                           | Mountaineers de la Virginie-Occidentale (6-6)                                     | 21 220                                                                            | Note      |
| 27 décembre 2022 | Guaranteed Rate Bowl                                                              | Badgers du Wisconsin (6-6)                                                        | 24 - 17                                                                           | Cowboys d'Oklahoma State (7-5)                                                    | 23 187                                                                            | Note      |
| 26 décembre 2023 | Guaranteed Rate Bowl                                                              | Jayhawks du Kansas (8-4)                                                          | 49 - 36                                                                           | Rebels de l'UNLV (9-4)                                                            | 26 478                                                                            | Note (en) |
| 26 décembre 2024 | Rate Bowl                                                                         | Wildcats de Kansas State (8-4)                                                    | 44 - 41                                                                           | Scarlet Knights de Rutgers (7-5)                                                  | 21 659                                                                            | Note      |

## Statistiques par Conférences
M.à.j. le 28 décembre 2024
| Conférences  | Gagnés | Perdus | %    |
| ------------ | ------ | ------ | ---- |
| Big 12       | 16     | 5      | 76,2 |
| Pac-12       | 7      | 6      | 53,8 |
| Big Ten      | 6      | 7      | 46,1 |
| Big East     | 2      | 5      | 28,6 |
| WAC          | 1      | 6      | 14,3 |
| Big 8        | 1      | 1      | 50   |
| SWC          | 1      | 1      | 50   |
| ACC          | 0      | 1      | 0    |
| Indépendants | 0      | 1      | 0    |
| MWC          | 1      | 2      | 33,3 |

## Meilleurs joueurs (MVPs)
| Dates            | Joueurs            | Équipes              | Positions |
| 3 décembre 1989  | Shane Montgomery   | North Carolina State | QB        |
| 3 décembre 1989  | Scott Geyer        | Arizona              | DB        |
| 31 décembre 1990 | Mike Pawlawski     | California           | QB        |
| 31 décembre 1990 | Robert Midgett     | Wyoming              | LB        |
| 31 décembre 1991 | Vaughn Dunbar      | Indiana              | TB        |
| 31 décembre 1991 | Mark Hagen         | Indiana              | LB        |
| 28 décembre 1992 | Drew Bledsoe       | Washington State     | QB        |
| 28 décembre 1992 | Phillip Bobo       | Washington State     | WR        |
| 28 décembre 1992 | Kareem Leary       | Utah                 | DB        |
| 29 décembre 1993 | Laron Nordstedt    | Kansas State         | WR        |
| 29 décembre 1993 | Kenny McEntyre     | Kansas State         | CB        |
| 29 décembre 1994 | John Walsh         | BYU                  | QB        |
| 29 décembre 1994 | Jamal Willis       | BYU                  | RB        |
| 29 décembre 1994 | Broderick Simpson  | Oklahoma             | LB        |
| 27 décembre 1995 | Byron Hanspard     | Texas Tech           | RB        |
| 27 décembre 1995 | Zebbie Lethridge   | Texas Tech           | QB        |
| 27 décembre 1995 | Mickey Dalton      | Air Force            | CB        |
| 27 décembre 1996 | Ron Dayne          | Wisconsin            | RB        |
| 27 décembre 1996 | Tarek Saleh        | Wisconsin            | LB        |
| 27 décembre 1997 | Trung Canidate     | Arizona              | RB        |
| 27 décembre 1997 | Jimmy Sprotte      | Arizona              | LB        |
| 26 décembre 1998 | Marc Bulger        | West Virginia        | QB        |
| 26 décembre 1998 | Jeff Marriott      | Missouri             | DT        |
| 31 décembre 1999 | Cortlen Johnson    | Colorado             | RB        |
| 31 décembre 1999 | Jashon Sykes       | Colorado             | LB        |
| 28 décembre 2000 | Sage Rosenfels     | Iowa State           | QB        |
| 28 décembre 2000 | Reggie Hayward     | Iowa State           | DE        |
| 29 décembre 2001 | James Mungro       | Syracuse             | RB        |
| 29 décembre 2001 | Clifton Smith      | Syracuse             | LB        |
| 26 décembre 2002 | Brandon Miree      | Pittsburgh           | TB        |
| 26 décembre 2002 | Claude Harriott    | Pittsburgh           | DL        |
| 26 décembre 2003 | Aaron Rodgers      | California           | QB        |
| 26 décembre 2003 | Ryan Gutierrez     | California           | FS        |
| 26 décembre 2004 | Derek Anderson     | Oregon State         | QB        |
| 26 décembre 2004 | Trent Bray         | Oregon State         | LB        |
| 27 décembre 2005 | Rudy Carpenter     | Arizona State        | QB        |
| 27 décembre 2005 | Jamar Williams     | Arizona State        | LB        |
| 29 décembre 2006 | Graham Harrell     | Texas Tech           | QB        |
| 29 décembre 2006 | Antonio Huffman    | Texas Tech           | CB        |
| 31 décembre 2007 | Zac Robinson       | Oklahoma State       | QB        |
| 31 décembre 2007 | Donovan Woods      | Oklahoma State       | S         |
| 31 décembre 2008 | Dezmon Briscoe     | Kansas               | WR        |
| 31 décembre 2008 | James Holt         | Kansas               | LB        |
| 31 décembre 2009 | Alexander Robinson | Iowa State           | RB        |
| 31 décembre 2009 | Christopher Lyle   | Iowa State           | DE        |
| 28 décembre 2010 | Marcus Coker       | Iowa                 | RB        |
| 28 décembre 2010 | Micah Hyde         | Iowa                 | DB        |
| 30 décembre 2011 | Blake Bell         | Oklahoma             | QB        |
| 30 décembre 2011 | Jamell Fleming     | Oklahoma             | DB        |
| 29 décembre 2012 | Le'Veon Bell       | Michigan State       | RB        |
| 29 décembre 2012 | William Gholston   | Michigan State       | DE        |
| 28 décembre 2013 | Tyler Lockett      | Kansas State         | WR        |
| 28 décembre 2013 | Dante Barnett      | Kansas State         | DB        |
| 2 janvier 2015   | Desmond Roland     | Oklahoma State       | RB        |
| 2 janvier 2015   | Seth Jacobs        | Oklahoma State       | LB        |
| 2 janvier 2016   | Skyler Howard      | West Virginia        | QB        |
| 2 janvier 2016   | Shaq Petteway      | West Virginia        | LB        |
| 27 décembre 2016 | K. D. Cannon (en)  | Baylor               | WR        |
| 27 décembre 2016 | Tyrone Hunt        | Baylor               | DE        |
| 26 décembre 2017 | Alex Delton        | Kansas state         | QB        |
| 26 décembre 2017 | Denzel Goolsby     | Kansas state         | S         |
| 26 décembre 2018 | Sewo Olonilua      | TCU                  | RB        |
| 26 décembre 2018 | Jaylinn Hawkins    | California           | S         |
| 27 décembre 2019 | Kadin Remsberg     | Air Force            | RB        |
| 27 décembre 2019 | Grant Donaldson    | Air Force            | OLB       |
| 28 décembre 2021 | Ky Thomas          | Minnesota            | RB        |
| 28 décembre 2021 | Tyler Nubin        | Minnesota            | S         |
| 27 décembre 2022 | Braelon Allen      | Wisconsin            | RB        |
| 27 décembre 2022 | Jordan Turner      | Wisconsin            | LB        |
| 26 décembre 2023 | Jason Bean         | Kansas               | QB        |
| 26 décembre 2023 | Kenny Logan        | Kansas               | S         |
| 26 décembre 2024 | Dylan Edwards      | Kansas State         | QB        |
| 26 décembre 2024 | Austin Moore       | Kansas State         | LB        |

## Statistiques par équipes
M.à.j. le 28 décembre 2024
| Rang | Équipes              | Apparitions | G-P |
| ---- | -------------------- | ----------- | --- |
| 1    | Kansas State         | 5           | 4–1 |
| 2    | California           | 3           | 2–1 |
| 2    | Oklahoma State       | 3           | 2–1 |
| 4    | Arizona              | 2           | 2–0 |
| 4    | Texas Tech           | 2           | 2–0 |
| 4    | Iowa State           | 2           | 2–0 |
| 4    | Wisconsin            | 2           | 2–0 |
| 8    | Minnesota            | 4           | 1–3 |
| 9    | Air Force            | 2           | 1–1 |
| 9    | Arizona State        | 2           | 1–1 |
| 9    | Baylor               | 2           | 1–1 |
| 9    | Indiana              | 2           | 1–1 |
| 9    | Missouri             | 2           | 1–1 |
| 9    | Oregon State         | 2           | 1–1 |
| 9    | Pittsburgh           | 2           | 1–1 |
| 9    | Iowa                 | 2           | 1–1 |
| 9    | Oklahoma             | 2           | 1–1 |
| 9    | TCU                  | 2           | 1–1 |
| 9    | Washington State     | 2           | 1–1 |
| 20   | West Virginia        | 3           | 1–2 |
| 21   | Utah                 | 2           | 0–2 |
| 21   | Wyoming              | 2           | 0–2 |
| 23   | BYU                  | 1           | 1–0 |
| 23   | Colorado             | 1           | 1–0 |
| 23   | Michigan State       | 1           | 1–0 |
| 23   | Kansas               | 2           | 2–0 |
| 23   | Syracuse             | 1           | 1–0 |
| 28   | Boise State          | 1           | 0–1 |
| 28   | Boston College       | 1           | 0–1 |
| 28   | Michigan             | 1           | 0–1 |
| 28   | North Carolina State | 1           | 0–1 |
| 28   | New Mexico           | 1           | 0–1 |
| 28   | Notre Dame           | 1           | 0–1 |
| 28   | Rutgers              | 2           | 0–2 |
| 28   | UCLA                 | 1           | 0–1 |
| 28   | UNLV                 | 1           | 0–1 |
| 28   | Virginia Tech        | 1           | 0–1 |
| 28   | Washington           | 1           | 0–1 |